# Chetrosu (Drochia)
Chetrosu è un comune della Moldavia situato nel distretto di Drochia di 5.325 abitanti al censimento del 2004